# Atletismo nos Jogos Olímpicos de Verão de 2024 - Lançamento de disco feminino
A prova do lançamento de disco feminino do atletismo nos Jogos Olímpicos de Verão de 2024 ocorreu em 2 e 5 de agosto de 2024 no Stade de France, em Paris. Um total de 32 atletas de 19 Comitês Olímpicos Nacionais (CON) participaram do evento.

## Qualificação
Cada Comitê Olímpico Nacional (CON) poderia inscrever no máximo três atletas qualificados em cada evento individual. Para o lançamento de disco feminino, o período de qualificação foi entre 1 de julho de 2023 a 30 de junho de 2024.

## Formato
O lançamento de disco consiste de duas fases (classificação e final). Na classificação houve dois grupos distintos de lançadoras, com cada uma tendo direito a três lançamentos para aferir uma marca.
A distância padrão na fase eliminatória foi de 64 metros, sendo que todas que ultrapassaram essa marca avançaram para a final. Um mínimo de 12 atletas precisaria avançar para a final; se menos de 12 fizessem a marca de qualificação, seriam classificadas as atletas subsequentes (incluindo as empatadas após o uso das regras de desempate).
Na final, cada lançadora teve direito a três lançamentos iniciais; as oito primeiras lançadoras ao final da terceira rodada receberam três lançamentos adicionais para um total de seis, com o melhor a contar para o resultado final.

## Calendário
Horário local (UTC+2)
| Data                | Horário | Fase          |
| ------------------- | ------- | ------------- |
| 2 de agosto de 2024 | 18:55   | Classificação |
| 5 de agosto de 2024 | 20:30   | Final         |

## Medalhistas
| Ouro   | USA Valarie Allman   |
| Prata  | CHN Feng Bin         |
| Bronze | CRO Sandra Elkasević |

## Recordes
Antes desta competição, os recordes mundiais e olímpicos da prova eram os seguintes:
| Tipo | Atleta           | Marca   | Local          | Data                   |
| ---- | ---------------- | ------- | -------------- | ---------------------- |
|      | Gabriele Reinsch | 76,80 m | Neubrandenburg | 9 de julho de 1988     |
|      | Martina Hellmann | 72,30 m | Seul           | 29 de setembro de 1988 |

## Resultados

### Classificação
Todas as atletas que alcançarem a marca de classificação de 64,00 m (Q) ou pelo menos as 12 melhores atletas (q) avançam à final.
| Pos. | Grupo | Atleta                   | CON                | #1    | #2    | #3    | Marca | Notas                |
| ---- | ----- | ------------------------ | ------------------ | ----- | ----- | ----- | ----- | -------------------- |
| 1    | A     | Valarie Allman           | USA Estados Unidos | 69.59 |       |       | 69.59 | Q                    |
| 2    | B     | Sandra Elkasević         | CRO Croácia        | 65.63 |       |       | 65.63 | Q                    |
| 3    | B     | Feng Bin                 | CHN China          | 65.40 |       |       | 65.40 | Q                    |
| 4    | B     | Vanessa Kamga            | SWE Suécia         | 65.14 |       |       | 65.14 | Q,                   |
| 5    | A     | Jorinde van Klinken      | NED Países Baixos  | 63.68 | 64.81 |       | 64.81 | Q                    |
| 6    | B     | Alexandra Emilianov      | MDA Moldávia       | 64.33 |       |       | 64.33 | Q                    |
| 7    | A     | Mélina Robert-Michon     | FRA França         | 63.77 | 62.13 | 59.29 | 63.77 | q,                   |
| 8    | A     | Kristin Pudenz           | GER Alemanha       | x     | 63.45 | 63.35 | 63.45 | q                    |
| 9    | A     | Daisy Osakue             | ITA Itália         | 56.77 | 63.11 | x     | 63.11 | q                    |
| 10   | B     | Irina Rodrigues          | POR Portugal       | 62.90 | 60.45 | x     | 62.90 | q                    |
| 11   | B     | Claudine Vita            | GER Alemanha       | 59.77 | 62.25 | 62.70 | 62.70 | q                    |
| 12   | B     | Marike Steinacker        | GER Alemanha       | 62.63 | x     | x     | 62.63 | q                    |
| 13   | B     | Veronica Fraley          | USA Estados Unidos | 62.54 | 62.30 | 60.95 | 62.54 |                      |
| 14   | A     | Liliana Cá               | POR Portugal       | 57.59 | 62.43 | 59.55 | 62.43 |                      |
| 15   | B     | Taryn Gollshewsky        | AUS Austrália      | 56.86 | 62.36 | 58.79 | 62.36 | Recorde pessoal      |
| 16   | B     | Alida van Daalen         | NED Países Baixos  | 62.19 | 61.62 | 61.99 | 62.19 |                      |
| 17   | B     | Izabela da Silva         | BRA Brasil         | 61.68 | x     | 61.21 | 61.68 |                      |
| 18   | B     | Jayden Ulrich            | USA Estados Unidos | x     | x     | 61.08 | 61.08 |                      |
| 19   | B     | Melany del Pilar Matheus | CUB Cuba           | 60.19 | 61.07 | 60.90 | 61.07 |                      |
| 20   | B     | Daria Zabawska           | POL Polônia        | 57.84 | 60.48 | 60.86 | 60.86 |                      |
| 21   | B     | Chioma Onyekwere         | NGR Nigéria        | 60.78 | 60.66 | x     | 60.78 |                      |
| 22   | A     | Ieva Gumbs               | LTU Lituânia       | x     | 60.37 | 56.88 | 60.37 |                      |
| 23   | A     | Marija Tolj              | CRO Croácia        | 59.87 | 59.27 | x     | 59.87 |                      |
| 24   | A     | Lisa Brix Pedersen       | DEN Dinamarca      | 59.81 | x     | 57.75 | 59.81 | Recorde da temporada |
| 25   | A     | Silinda Morales          | CUB Cuba           | 59.46 | 58.30 | 55.20 | 59.46 |                      |
| 26   | A     | Andressa de Morais       | BRA Brasil         | 52.24 | 59.14 | 59.43 | 59.43 |                      |
| 27   | A     | Caisa-Marie Lindfors     | SWE Suécia         | 56.82 | x     | 59.29 | 59.29 |                      |
| 28   | A     | Jiang Zhichao            | CHN China          | 56.58 | 57.13 | 59.10 | 59.10 |                      |
| 29   | A     | Ashley Anumba            | NGR Nigéria        | 57.23 | x     | 58.83 | 58.83 |                      |
| 30   | A     | Subenrat Insaeng         | THA Tailândia      | 58.07 | x     | x     | 58.07 |                      |
| 31   | A     | Samantha Hall            | JAM Jamaica        | x     | 54.94 | x     | 54.94 |                      |
| 32   | B     | Obiageri Amaechi         | NGR Nigéria        | x     | x     | 45.45 | 45.45 |                      |

### Final
As atletas que alcançarem as melhores marcas após seis tentativas conquistam as medalhas.
| Pos.              | Atleta               | CON                | #1    | #2    | #3    | #4          | #5          | #6          | Marca | Notas                |
| ----------------- | -------------------- | ------------------ | ----- | ----- | ----- | ----------- | ----------- | ----------- | ----- | -------------------- |
| Medalha de ouro   | Valarie Allman       | USA Estados Unidos | x     | 68.74 | 68.06 | 69.50       | x           | 69.21       | 69.50 |                      |
| Medalha de prata  | Feng Bin             | CHN China          | 66.33 | 64.80 | 67.51 | 67.13       | 67.25       | 65.98       | 67.51 |                      |
| Medalha de bronze | Sandra Elkasević     | CRO Croácia        | 64.25 | x     | 67.51 | x           | x           | x           | 67.51 | Recorde da temporada |
| 4                 | Marike Steinacker    | GER Alemanha       | 54.37 | 61.37 | x     | x           | 65.37       | x           | 65.37 |                      |
| 5                 | Vanessa Kamga        | SWE Suécia         | 65.05 | x     | x     | 62.32       | x           | x           | 65.05 |                      |
| 6                 | Claudine Vita        | GER Alemanha       | 63.62 | x     | 63.25 | x           | 61.25       | 63.03       | 63.62 |                      |
| 7                 | Jorinde van Klinken  | NED Países Baixos  | 63.35 | 61.50 | x     | x           | x           | 51.23       | 63.35 |                      |
| 8                 | Daisy Osakue         | ITA Itália         | 63.11 | x     | x     | x           | 62.53       | 60.31       | 63.11 |                      |
| 9                 | Irina Rodrigues      | POR Portugal       | 60.39 | 61.19 | x     | Não avançou | Não avançou | Não avançou | 61.19 |                      |
| 10                | Kristin Pudenz       | GER Alemanha       | 60.38 | 60.07 | x     | Não avançou | Não avançou | Não avançou | 60.38 |                      |
| 11                | Alexandra Emilianov  | MDA Moldávia       | 58.08 | x     | 58.02 | Não avançou | Não avançou | Não avançou | 58.08 |                      |
| 12                | Mélina Robert-Michon | FRA França         | 56.63 | x     | 57.03 | Não avançou | Não avançou | Não avançou | 57.03 |                      |

Legenda
| Recorde mundial      | Recorde mundial (World record)               |                       | Recorde africano                      | Recorde africano (African) |                                           | Q | Classificado por posição (Qualified) |
| Recorde olímpico     | Recorde olímpico (Olympic record)            | Recorde da América    | Recorde da América (Americas)         | q                          | Classificado por melhor tempo (Qualified) |   |                                      |
| Melhor marca do ano  | Melhor marca do ano (World leading)          | Recorde asiático      | Recorde asiático (Asian)              | DNS                        | Não largou (Did not start)                |   |                                      |
| Recorde nacional     | Recorde nacional (National record)           | Recorde europeu       | Recorde europeu (European)            | DNF                        | Não terminou (Did not finish)             |   |                                      |
| Recorde pessoal      | Recorde pessoal do atleta (Personal best)    | Recorde da Oceania    | Recorde da Oceania (Oceania)          | DSQ / DQ                   | Desclassificado (Disqualified)            |   |                                      |
| Recorde da temporada | Recorde da temporada do atleta (Season best) | Recorde sul-americano | Recorde sul-americano (South America) | NM                         | Sem marca (No mark)                       |   |                                      |